# Hwang In-choon
Hwang In-choon (ook: Hwang Inn-choon en In-choon Hwang) (26 september 1974) is een professional golfer uit Zuid-Korea.
Hwang werd in 2002 professional. Zijn enige overwinning op de Aziatische PGA Tour  was het Maekyung Open in eigen land. Hij won de play-off van zijn landgenoot Seung-yul Noh, die anders de jongste winnaar op de Tour zou zijn geworden. Noh won in 2010 het Maleisisch Open en werd toen de jongste winnaar van de Europese PGA Tour.
Zijn overwinning van het Maekyung Open bezorgde Hwang geen speelrecht voor de Aziatische Tour, omdat men daar een minimaal aantal toernooien voor moet spelen. Hij speelt nu voornamelijk op de Koreaanse Tour, en ieder jaar ongeveer zes toernooien op de Aziatische Tour. Als hij dan wint, krijgt hij wél een tourkaart.

## Gewonnen

### Asian Tour
- 2008: GS Caltex Maekyung Open, Korea

### Elders
- 2007: SBS Meritz Solmoro Open, Korea
- 2008: SBS Kumho Asiana Open, Korea
- 2010: Korea-China Tour KEB Invitational 2nd Tournament

Hij staat in april 2011 op nummer 428 van de wereldranglijst.